# Проданюк Сергій Григорович
Сергі́й Григо́рович Проданю́к (5 березня 1969 — 29 листопада 2018) — солдат Збройних сил України, учасник російсько-української війни.

## Життєпис
Сергій Проданюк народився в селі Новий Стародуб Петрівському районі Кіровоградської області 5 березня 1969 року.
Сирота, виховувався в дитбудинку. Потім навчався в Одеському медучилищі.
Надалі жив з бабусею в селі Оселівка Кельменецького району Чернівецької області, згодом — в самих Чернівцях.
Пройшов бойові дії в Нагорному Карабаху. В 1990 році отримав контузію.
У 2015 році став до лав Української Добровольчої Армії, у складі інженерно-саперної служби.
У жовтні 2017 року підписав контракт із ЗСУ, був направлений Кельменецьким районним військкоматом у навчальний центр Старичі Львівської області для проходження військової служби за контрактом.
29 листопада 2018 року прес-центр Об'єднаних сил повідомив, що в ході бойового зіткнення цього дня в смузі відповідальності 10-ї окремої гірсько-штурмової бригади ЗСУ зник безвісти солдат Сергій Проданюк.
5 грудня бойовики «ЛНР» передали тіло загиблого бійця українській стороні.
Похований 8 грудня на Центральному кладовищі Чернівців у Годилові.

## Нагороди та вшанування
- Нагороджений Почесною відзнакою Чернівецької обласної ради «За заслуги перед Буковиною» (посмертно)[2]
- Нагороджений медаллю «На славу Чернівців» (посмертно)[3]
- Орден «За мужність» III ступеня (посмертно)[4]